# بول كامبيل (ممثل)
بول كامبيل (بالإنجليزية: Paul Campbell)‏ هو ممثل أمريكي، ولد في 27 فبراير 1923 بواشنطن العاصمة في الولايات المتحدة، وتوفي في 17 مارس 1999 بنيويورك في الولايات المتحدة.

## وصلات خارجية
- بول كامبيل على موقع IMDb (الإنجليزية)
- بول كامبيل على موقع قاعدة بيانات الفيلم (الإنجليزية)